# 익양군 (조위)
익양군(弋陽郡)은 위나라때 신설된 중국의 옛 군이다.

## 조위
후한말, 형주의 대부분을 차지했던 조조는 적벽대전에서의 참패를 겪으면서 형주에서의 지배력이 약화되었고, 손권과 유비의 세력이 형주 남부지역에서 확장되었다. 이에 조조는 강하군지역에서 사수에 성공했던 강하군 8개현중 서릉현, 서양현, 대현을 여남군의 익양현, 기사현과 함께 익양군으로 분리했다. 신설연도의 경우 진서에는 조비가 여남군에서 신설했다고 기록되어 있으나 213년(후한 헌제 건안 18년) 조조가 전지역의 군현을 정비할 때 언급되지 않았다는 점, 218년(후한 헌제 건안 23년) 오환원정을 떠나기 전에 전예가 익양태수로 부임했다는 점을 반영할 경우, 213~218년 사이에 신설된 것으로 추정된다. 222년(위 문제 황초 3년)부터 224년(위 문제 황초 5년)까지 여양공이었던 조표가 익양왕으로 봉해지면서 익양국으로 승격되기도 했다.
| 현명   | 한자   | 대략적 위치                           | 비고                      |
| ------ | ------ | ------------------------------------- | ------------------------- |
| 익양현 | 弋陽縣 | 신양시 황촨현 융고향(隆古鄕) 익양고성 | 본래 여남군의 속현이었다. |
| 기사현 | 期思縣 | 신양시 화이빈현 기사진(期思鎭)        | 본래 강하군의 속현이었다. |
| 서양현 | 西陽縣 | 신양시 광산현 유점촌(刘店村) 북동     | 본래 강하군의 속현이었다. |
| 대현   | 軑縣   | 신양시 뤄산현 죽간진(竹竿鎭) 북동     | 본래 강하군의 속현이었다. |

## 서진
사마염이 오나라를 멸망시킨 이후 기춘군의 기춘현, 주현 통폐합되면서 군역이 확장되었다. 황강시서부, 안루시일대로 군역이 확장되었다. 7현 16,700호를 거느렸다. 290년(진 혜제 영희 원년), 옛 기춘군에 속한지역이 서양군으로 분리되었다.
| 현명   | 한자   | 대략적 위치                              | 비고                                                                                          |
| ------ | ------ | ---------------------------------------- | --------------------------------------------------------------------------------------------- |
| 서양현 | 西陽縣 | 신양시 광산현 유점촌 북동                |                                                                                               |
| 대현   | 軑縣   | 신양시 뤄산현 죽간진 북동                |                                                                                               |
| 기춘현 | 蘄春縣 | 황강시 치춘현 기주진(蕲州镇) 북 장강북안 | 기춘군에 속했다가 280년 기춘군이 통폐합되면서 본군에 내속되었다. 290년 서양군으로 분리되었다. |
| 주현   | 邾縣   | 황강시 황저우구 신하촌(新河村) 서남      | 기춘군에 속했다가 280년 기춘군이 통폐합되면서 본군에 내속되었다. 290년 서양군으로 분리되었다. |
| 서릉현 | 西陵縣 | 우한시 신저우구 서                       | 290년 서양군으로 분리되었다.                                                                  |
| 기사현 | 期思縣 | 신양시 화이빈현 기사진                   |                                                                                               |
| 익양현 | 弋陽縣 | 신양시 황촨현 융고향 익양고성            |                                                                                               |

## 유송
6현 3,275호 24,262명을 거느렸다.
| 현명   | 한자   | 대략적 위치                                | 직위       | 비고                                                                       |
| ------ | ------ | ------------------------------------------ | ---------- | -------------------------------------------------------------------------- |
| 기사현 | 期思縣 | 신양시 화이빈현 기사진                     | 현령(縣令) |                                                                            |
| 익양현 | 弋陽縣 | 신양시 황촨현 융고향 익양고성              | 현령(縣令) |                                                                            |
| 안풍현 | 安豐縣 | 신양시 구스현 동남 장로부향(张老埠乡) 동남 | 현령(縣令) | 안풍군에 속했던 기존 안풍현과 다른 현으로 동진 안제시기 새로이 설치되었다. |
| 낙안현 | 樂安縣 | 신양시 광산현 선거향(仙居鄕)               | 현령(縣令) |                                                                            |
| 여유현 | 茹由縣 | 신양시 광산현 서남 남향점향(南向店鄕)일대? | 현령(縣令) | 448년(유송 문제 원가 25년) 좌군으로 승격되었다.                            |

## 수
양나라때 광주(光州)로 승격되었다. 6현 41,433호를 거느렸다.
| 현명   | 한자   | 대략적 위치            | 비고 |
| ------ | ------ | ---------------------- | --- |
| 광산현 | 光山縣 | 신양시 광산현          | 개황초기 광성군이 폐지되었고 598년(수 문제 개황 18년) 현이 설치되었다. 대업초기 광양군(光陽郡)이 설치되었다. 또한 양나라 때 황천군(黃川郡)이 통폐합되었다. |
| 낙안현 | 樂安縣 | 신양시 광산현 선거향   | 양나라 때 송안현(宋安縣), 광성현(光城縣)에 송안군이 설치되었다. 583년(수 문제 개황 3년) 송안군과 풍안군이 모두 폐지되고 낙안현으로 통폐합되었다. 현내에 익양산(弋陽山), 부광산(浮光山), 금산(金山), 석산(錫山)이 있었다. |
| 정성현 | 定城縣 | 신양시 황촨현          | 북제시기 남정주가 신설되었는데 후에 폐지되어 남익양현과 북익양현으로 남았다. 북익양현은 남익양현에 통폐합되었고 남익양현은 정원현(定遠縣)으로 개명되었다. 북위때 설치된 익양군이 양나라 때 동신채현(東新蔡縣)으로 격하되었으나 북주시기 회남군에 편입되었다. 또한 북제 대 제안군, 신채군이 설치되고 의주(義州)가 폐지되었으며 동광성군(東光城郡)이 신설되었다. 개황초기 5개군과 영주가 모두 폐지되었다. |
| 은성현 | 殷城縣 | 신양시 상청현          | 개황초기 포신현(包信縣)에서 지금의 이름으로 개명되었다. 또한 신채군, 신성군, 평고군의 3군을 통치하던 건주(建州)가 양나라 때 신설되었으나 개황초기 폐지되고 은성현에 통폐합되었다. 현내에 대소산(大蘇山), 남송산(南松山)이 있었다. |
| 고시현 | 固始縣 | 신양시 구스현          | 양나라 때 요현(蓼縣)이었다. 북제 때 지금의 이름으로 바뀌었다. 북제는 현 인근에 북건주(北建州)를 두었으나 얼마못가 폐지되었고 신채군이 설치되었다. 북주때 신채군은 회주(澮州)로 바뀌었고 개황초기 주군이 모두 폐지되고 남은 현들이 고시현에 통폐합되었다. 현내에 안양산(安陽山)이 있었다. |
| 기사현 | 期思縣 | 신양시 화이빈현 기사진 | 진나라때의 군인 변성군이 개황초기 폐지되었고 변성군 휘하의 현이 지금의 이름으로 개명되었다. 또한 북제가 인근에 광화군(光化郡)을 설치했으나 이 또한 폐지되었다. 현내에 대별산(大別山)이 있었다. |

## 당
620년(당 고조 무덕 3년), 익양군이 광주(光州)로 바뀌었고 총관부가 설치되었다. 정성현이 현주(弦州), 은성현이 의주(義州)로 분리되고 송안군이 폐지되고 곡주(穀州)로 바뀌면서 광주총관부는 광주, 현주, 의주, 곡주, 그리고 여주를 통치하게 되었고 광주는 광산현, 낙안현, 고시현을 통치하게 되었다. 624년(당 고조 무덕 7년), 총관부가 도독부로 바뀌었다. 627년(당 태종 정관 원년), 도독부가 혁파되면서 현주와 의주가 광주에 통폐합되면서 정성현과 은성현이 본주로 내속되었다. 곡주가 폐지되면서 송안현이 낙안현에 통폐합되었다. 742년(당 현종 천보 원년), 군현제가 실시되면서 익양군으로 바뀌었고 758년(당 숙종 건원 원년), 다시 주현제가 실시되면서 광주로 돌아왔다. 본래 5현 5,649호 28,291명을 거느렸으나, 천보연간에 31,473호 198,580명을 거느렸다.
| 현명   | 한자   | 대략적 위치          | 비고 |
| ------ | ------ | -------------------- | --- |
| 정성현 | 定城縣 | 신양시 황촨현        | 남제시기 남익양현으로 바뀌었으나 얼마 뒤 지금의 이름으로 개명되었다. 620년, 현주로 분리되었으나 627년 현주가 폐지되면서 광주의 속현이자 주의 치소가 되었다. |
| 광산현 | 光山縣 | 신양시 광산현        | 양나라에서 광주로 분리되었고 수나라 때 익양군으로 편입되었다. 620년 광주의 치소가 되었다. 712년(당 현종 태극 원년), 주의 치소가 정성현으로 옮겨졌다.        |
| 선거현 | 仙居縣 | 신양시 광산현 선거향 | 한나라 때 강하군 대현이었는데, 당시 치소가 현 북쪽 10리에 있었다. 유송대 대현에서 낙안현(樂安縣)이 설치되었고 742년, 지금의 이름으로 바뀌었다.              |
| 은성현 | 殷城縣 | 신양시 상청현        | 유송대 포신현(苞信縣)이 설치되었고 수나라 때 지금의 이름으로 바뀌었다.                                                                                      |
| 고시현 | 固始縣 | 신양시 구스현        | 한나라 때 여남군 침현(浸縣)다가 후한대 지금의 이름으로 바뀌었다.                                                                                            |

1. ↑  《삼국지》위지 26권 만전견곽전 전예
2. ↑  《삼국지》위지 20권 문무세왕공전 초왕조표
3. ↑  《진서》14권 지 제4 지리지 上 예주 익양군
4. 1 2   《송서》36권 지 제26 주군지 2 남예주 익양군
5. ↑  《수서》31권 지 제26 지리지 下 양주 익양군
6. ↑  《구당서》40권 지 제20 지리지 3 회남도 광주